# St-Livier (Metz)

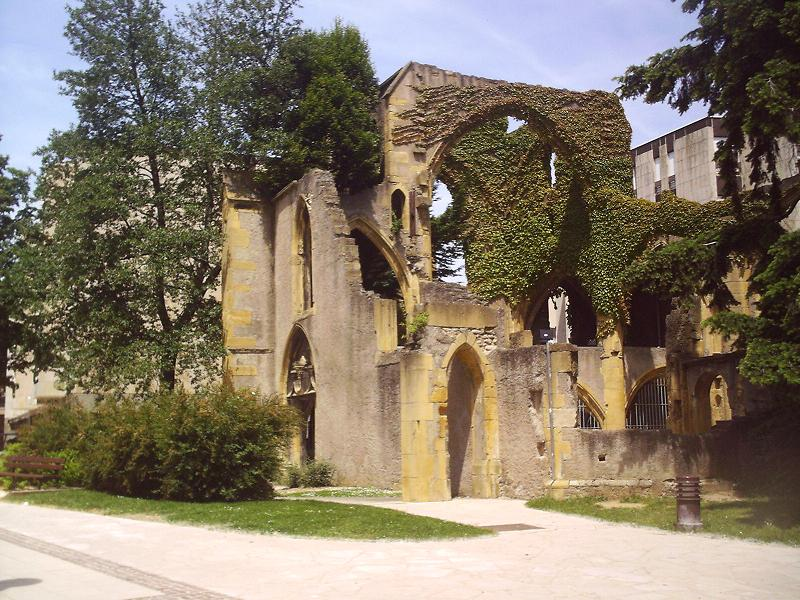
Saint Livier, Pontiffroy

Die Kirche St. Livier ist eine zerstörte katholische Kirche im Stadtteil Pontiffroy von Metz.

## Geschichte
Neben der Kirche St. Clement findet man die Überreste der Kirche St. Livier, die im 9. Jahrhundert gegründet und zwischen dem 13. bis 15. Jahrhundert im gotischen Stil neu errichtet wurde.
Zunächst stand die Kirche unter dem Patrozinium des Märtyrers Polyeuctus. Nach der Übertragung der Reliquien des heiligen Livarius (französisch: Saint Livier oder Saint Livaire) bekam der Sakralbau sein neues Patrozinium. Livarius war ein Offizier aus Metz, der die Stadt gegen Feinde verteidigte und dabei das Martyrium erlitt.
Die Pfarrei St. Livier wurde im Jahr 1791 während der Französischen Revolution aufgehoben und mit der Gemeinde Saint-Vincent vereinigt. Die Kirche wurde aufgegeben und ihre Grundfläche für die Wohnbebauung freigegeben.
Der Abriss der historischen Bebauung des alten Quartiers in den 1970er Jahren hat zu ihrer teilweisen Zerstörung geführt. Der Narthex und ein Teil des Kirchenschiffes sind in der Mitte von einem kleinen Platz erhalten.